# فهرست کشورها بر پایه صادرات کشتی
در زیر فهرستی از کشورها بر پایه صادرات کشتی آمده‌است. این داده‌ها در سال ۲۰۱۲ بر مبنای میلیون دلار آمریکا مرتب شده‌است که از سوی رصدخانه پیچیدگی اقتصادی منتشر شده‌است.
در زیر ۲۰ کشور برتر فهرست شده‌اند.
| ردیف | کشور      | مقدار  |
| ---- | --------- | ------ |
| ۱    | کرهٔ جنوبی | ۲۹٬۰۱۰ |
| ۲    | چین       | ۵٬۴۹۱  |
| ۳    | لهستان    | ۲٬۷۸۱  |
| ۴    | آلمان     | ۲٬۵۱۳  |
| ۵    | فیلیپین   | ۱٬۱۶۲  |
| ۶    | نروژ      | ۱٬۱۱۴  |
| ۷    | رومانی    | ۱٬۰۶۳  |
| ۸    | ژاپن      | ۹۴۴    |
| ۹    | ایتالیا   | ۹۳۱    |
| ۱۰   | پاناما    | ۷۸۲    |
| ۱۱   | سنگاپور   | ۶۶۹    |
| ۱۲   | روسیه     | ۵۹۱    |
| ۱۳   | تایوان    | ۵۶۴    |
| ۱۴   | کرواسی    | ۵۵۲    |
| ۱۵   | فنلاند    | ۴۵۶    |
| ۱۶   | هلند      | ۴۴۲    |
| ۱۷   | ترکیه     | ۴۳۶    |
| ۱۸   | هند       | ۴۳۵    |
| ۱۹   | یونان     | ۳۴۵    |
| ۲۰   | نیجریه    | ۳۰۳    |